# ناحیه (هریس)
ناحیه یکی از روستاهای استان آذربایجان شرقی است که در دهستان خانمرود بخش مرکزی شهرستان هریس شهرستان هریس واقع شده‌است.روستایی در دامنه کوه روستایی که به وضوح بیانگر روزگاری پر از حوادثو تمدنهایی در هزاره هایی قبل از میلاد روستایی که هنوز هم اسم قالا (قلعه) در بین مردمانش هست قلعه ای که روستا در روی ویرانه های ان بنا شده قلعه ای در دوه کیلومتری و سه کیلومتری در بالای کوه و بین دره ای که به ارامی و با تمام تاریخو مردمانش در سکوت ابدی به فراموشی سپره شده نه اسم این روستا ناحیه بوده است و نه مرمان کنونی این روستا اطلاعی دقیق از اسمو تاریخ این روستا دارند بیشتر اقوام این روستا نهایتا دویست و سیصد سال پیش به اینجا امده اند ازهزار سال پیش رو به افول گرفت خشکسالیو گرسنگی شدید بسیاری را کشت و عده مهاجرت کردندبعد از یکبار زلزله ای بشدت 
ویران کرده و باز زندگی بود،و بارها با خشکسالیو زلزله بشدت ویران گشت دست خوش حوادثی بسیار ناگوار بوده و هنوزهست تا تاریخ چندین هزاره اش را به چشمان هر بیننده ای ب تماشا گذارد «ناحا کندی» «ر؛سلیمی»